# 베르트랑 드 블랑셰포르
베르트랑 드 블랑쉐포르(Bertrand de Blanchefort, 블랑쉐포르의 베르트랑) (A.D1109년?~1169년 1월2일?)은 1156년부터 1169년까지 성전기사단의 총장직을 역임한 여섯 번째 그랜드 마스터이다.
그는 성전기사단 내부를 개혁한 인물이며 여러 미스테리에 얽혀있기에 그에 대한 루머가 많이 있다.

## 생애

### 유년시절
비록 확실한 기록은 없으나, 베르트랑은 1109년경 프랑스의 북동부 도시인 랭스에서 태어나 1169년 1월 2일에 죽은 것으로 기록 되어있다. 기옌(Guyenne)의 영주 고드프리(Lord Godfrey)의 아들로 태어났다. 그는 어렸을 때부터 유능한 전사였지만 그가 협상과 개혁에 능한 자라고 더욱 알려져 있다. 베르트랑은 성전기사단이 짐승같이 이교도를 약탈하는 용병이 아닌 순례자의 수호자라는 명성을 널리 알리고 드높였다.

### 그랜드마스터
블랑쉐포르의 베르트랑은 그랜드마스터 초기에, 예루살렘의 군주 보두앵 3세와 함께 누르 앗 딘에 대항해 싸왔다. 하지만 1157년 베르트랑이 보두앵 3세가 한 전투를 중지하라는 명령을 이행하지 않자 신뢰에 금이 가게 되었다. 이에 보두앵 3세는 왕의 군대가 블랑쉐포르를 급습하는 것을 허가하였고, 시리아 북서부에 있는 바니야스에서 전투가 벌어져, 베르트랑이 패배하였고 무슬림측에 넘겨져 포로가 되었다. 그러나 3년 뒤 비잔틴 제국의 황제 마누엘 1세 콤네누스가 누르 앗딘과 평화협정이 성립되자 자동으로 베르트랑은 포로생활을 마치고 다시 팔레스타인으로 돌아왔다.
그가 예루살렘에 돌아왔을 때, 보두앵 3세는 죽었었다. 베르트랑은 보두앵 3세의 후계를 이은 아모리 1세와 함께 1163년 이집트 원정에 참가하였지만 실패하지만, 그럼에도 불구하고 많은 기독교인들은 베르트랑을 지지하였다. 베르트랑은 손실을 감수하고 1168년 제2차 십자군의 참가 권유를 거절하였다.
베르트랑 드 블랑쉐포르는 교황에게 신의 은총이 함께하는 기사단장("Master by Grace of God")라는 칭호를 사용할 수 있도록 요청하였다. 성전기사단의 권위가 이제 가톨릭교회 안에서 확고한 존재였기에, 이 요청에 대해 교황은 기쁘게 수락하였고 블랑쉐포르는 신의 은총이 함께하는 기사단장이라는 칭호를 하사받았다. 그는 내적으로는 개혁하여 기사단내를 구조를 확립하였다. 그 결과 기사단은 빠르고 확실한 명령체계를 갖추게 되었고, 그랜드마스터가 기사단의 방침이나 지도력을 내보이는 데에 있어 더욱 수월하게 하였다. 또, 그는 기사단 내의 협상 법칙을 만들어내어 이집트 원정 실패 이 후, 성전기사단이 곧 평화협정을 이끄는 데 도움을 주는 공명정대한 군대로 명성을 떨치기 시작하였다. 1169년 그의 사후 밀리의 필리프가 다음 그랜드 마스터로 선출되었다.

## 음모론
1960년대 중세 유럽 음모론의 중심지이며, 성혈과 성배, 다빈치 코드 등 미스테리물의 주제를 제공하는 렌 르 샤토( Rennes-le-Chateau)에서 블랑쉐포르가(家)와 베르트랑과 같은이름이 발견되어 그를 신비스럽게 보는 시각이 시작하였다. 1984년 프랑스에서 처음으로 블랑쉐포르가 쌓았던 명성을 의심스럽게 보는 주장을 하였다.

## 참고
1. ↑  Gérard de Sède, L’Or de Rennes, 후에 Le Trèsor Maudit de Rennes-le-Château로 출판(1967).
2. ↑  마이클 베이전트, 리차드 레이, 헨리 링컨. 성혈과 성배|자음과 모음(1982)
3. ↑  Richard Bordes, Les Mérovingiens à Rennes-le-Château, mythes ou réalités. Réponse à Messieurs Plantard, Lincoln, Vazart et Cie (Editions Philippe Schrauben, Le Casteillas, 1984)

| 전임 몽바르의 앙드레 | 성전기사단 역대 그랜드마스터 1156년 - 1169년 | 후임 밀리의 필리프 |